# Cuprate

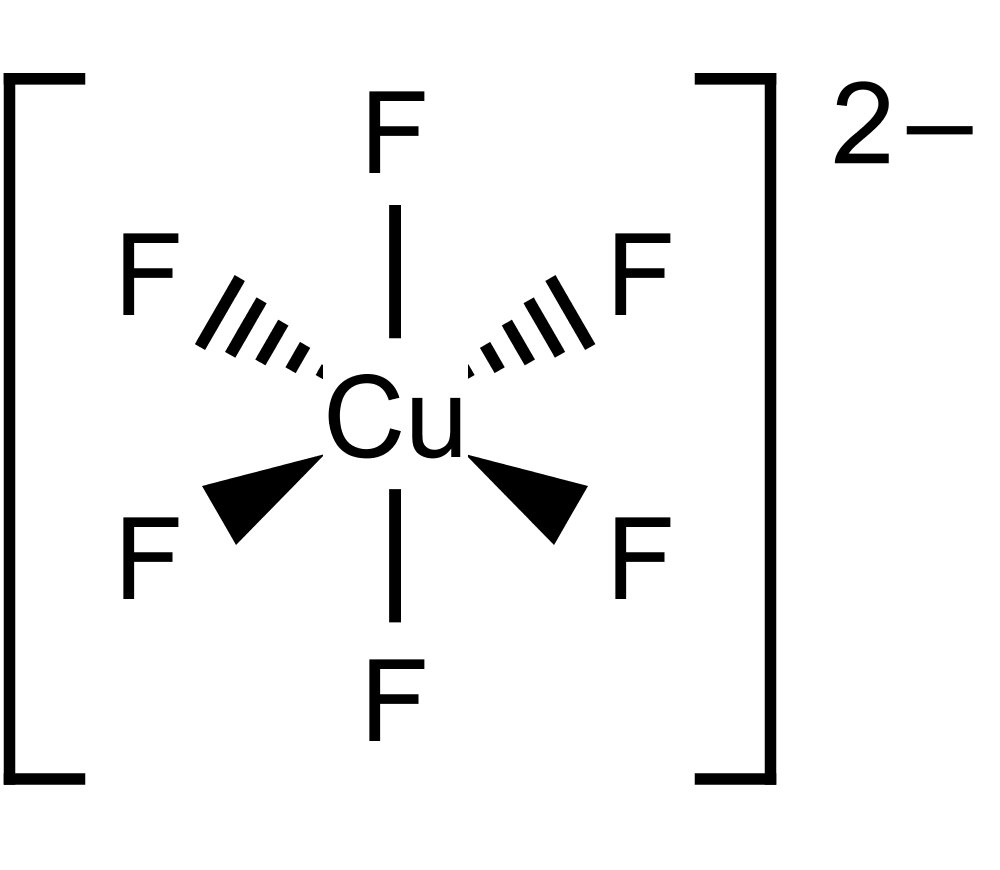
Structure spatiale de l'ion hexafluorocuprate(IV), un complexe de coordination.

Un cuprate est un composé chimique dans lequel du cuivre forme un oxyanion ou bien un complexe de coordination dont la charge globale est négative.
Ils peuvent être classés en deux types principaux :
1. Cuprates inorganiques : ces composés sont des oxydes mixtes de formule générale XYCumOn. Certains d’entre eux sont non stœchiométriques. Beaucoup de ces composés sont connus pour leurs propriétés supraconductrices. Un exemple de cuprate inorganique de type complexe anionique est l'ion tétrachlorocuprate(II) ([CuCl4]2−), qui comporte un atome de cuivre dans un état d'oxydation de +2, entouré de quatre ions chlorure. Dans le cas des complexes, les ligands sont généralement des cyanures, des hydroxydes ou des halogénures.
2. Cuprates organiques : ce sont des composés organocuivres, dont certains ont une formule générale [CuR2]−, où le cuivre est dans un état d’oxydation de +1, où au moins un des groupes R peut être n’importe quel groupe organique. Ces composés, caractérisés par la liaison du cuivre à des groupes organiques, sont fréquemment utilisés en synthèse organique en raison de leur réactivité. Un exemple de cuprate organique est l’anion diméthylcuprate(I) [Cu(CH3)2]−.

Bien qu'ils soient des isolants électriques à l'état pur, à l'état « dopé », les cristaux de cuprates comptent parmi les « nouveaux supraconducteurs » (supraconducteurs non conventionnels) et de la classe dite des « supraconducteurs à haute température critique » (HTSC). Ils sont aussi classés parmi les « matériaux à électrons fortement corrélés parmi lesquels ceux qui sont isolants à cause des interactions, comme les cuprates, sont appelés isolants de Mott ».

## Supraconduction
La découverte de la supraconduction des cuprates a été faite par Johannes Georg Bednorz et Karl Alexander Müller qui en 1986 ont montré que certains systèmes de La-Ba-Cu-O (LBCO) devenaient supraconducteurs aux environs de 30 K.
En 1987, Ching-wu Chu (Paul Chu) et ses collègues ont découvert la température critique Tc phénoménale d’un composé de Y-Ba-Cu-O (YBCO) à 93 K. Pour la première fois on dépassait la température de liquéfaction de l’azote (77 K), ce qui permettait des démonstrations grand public et des applications techniques bien moins coûteuses. On s'est alors mis à rechercher des supraconducteurs à température plus élevée, voire à température ambiante. Un exemple est l'oxyde mixte de bismuth, de calcium, de cuivre et de strontium (BSCCO ou Bi2Sr2CanCun+1O2n+6-d) avec Tc = 95–107 K selon la valeur de n. L'oxyde mixte de baryum, de calcium, de cuivre et de thallium (TBCCO, TlmBa2Can−1CunO2n+m+2+δ) fut la famille suivante de cuprates supraconducteurs à haute Tc avec une Tc = 127 K observée dans le Tl2Ba2Ca2Cu3O10 (TBCCO-2223) en 1988. La plus haute Tc confirmée, à pression ambiante, est 133 K, obtenue en 1993 avec le cuprate en couches HgBa2Ca2Cu3O8+x,. Quelques mois plus tard, une autre équipe mesura une température critique supérieure à 150 K dans le même composé sous pression (153 K à 150 kbar).
Et jusqu'en 2008, la plupart des supraconducteurs à haute température étaient des cuprates semi-conducteurs (dont les LBCO et YBCO).
Les cuprates d'yttrium ou de baryum sont les plus facile à produire, même en couche mince (avant même de découvrir leurs propriétés supraconductrices, on savait les déposer couche atomique par couche atomique), mais ils ne représentent pas la plus haute température critique.

## Mécanisme de supraconductivité
La supraconductivité à haute température critique dans les cuprates n'est pas encore clairement comprise. Ils sont pour cette raison classés parmi les supraconducteurs non conventionnels (comme les supraconducteurs organiques, les composés à fermions lourds, les pnictures de fer et le buckminsterfullerène (C60)) mais :
- les cuprates ont en commun une composition atomique en paires de « plans » faits de dioxyde de cuivre (CuO2), eux-mêmes intercalés de couches séparatrices très fines d’yttrium (épaisses de quelques atomes seulement), ces paires de plans étant isolées des autres par du baryum, de l’oxygène et des chaînes CuO[10]. Ce feuilleté atomique est soupçonné de jouer un rôle dans leurs propriétés exceptionnelles, et une certaine corrélation est observée entre le nombre de plans et la Tc (avec des variations selon les familles de cuprates)[9]. Des indices laissent penser que des relations tridimensionnelles entre les plans jouent aussi un rôle, mais encore mal comprises (et impliquant des modélisations 3D très anisotropes alors que jusqu'en 2013, la plupart des études de modèles étaient basées sur deux dimensions[2]) ;
- une hypothèse dite « modèle de Hubbard » semble avoir depuis peu la faveur des physiciens, pour ce qui concerne la modélisation numérique[2].